# George Cathcart Woolley

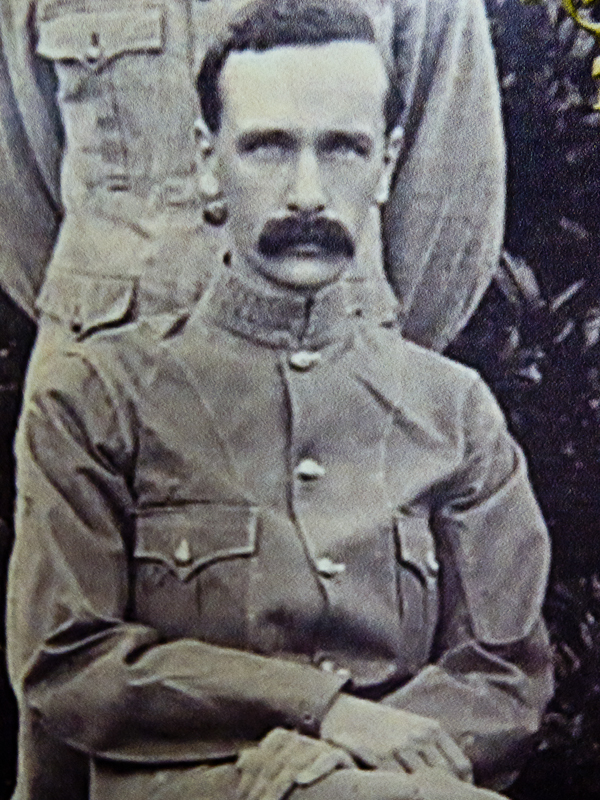
G. C. Woolley, 1903

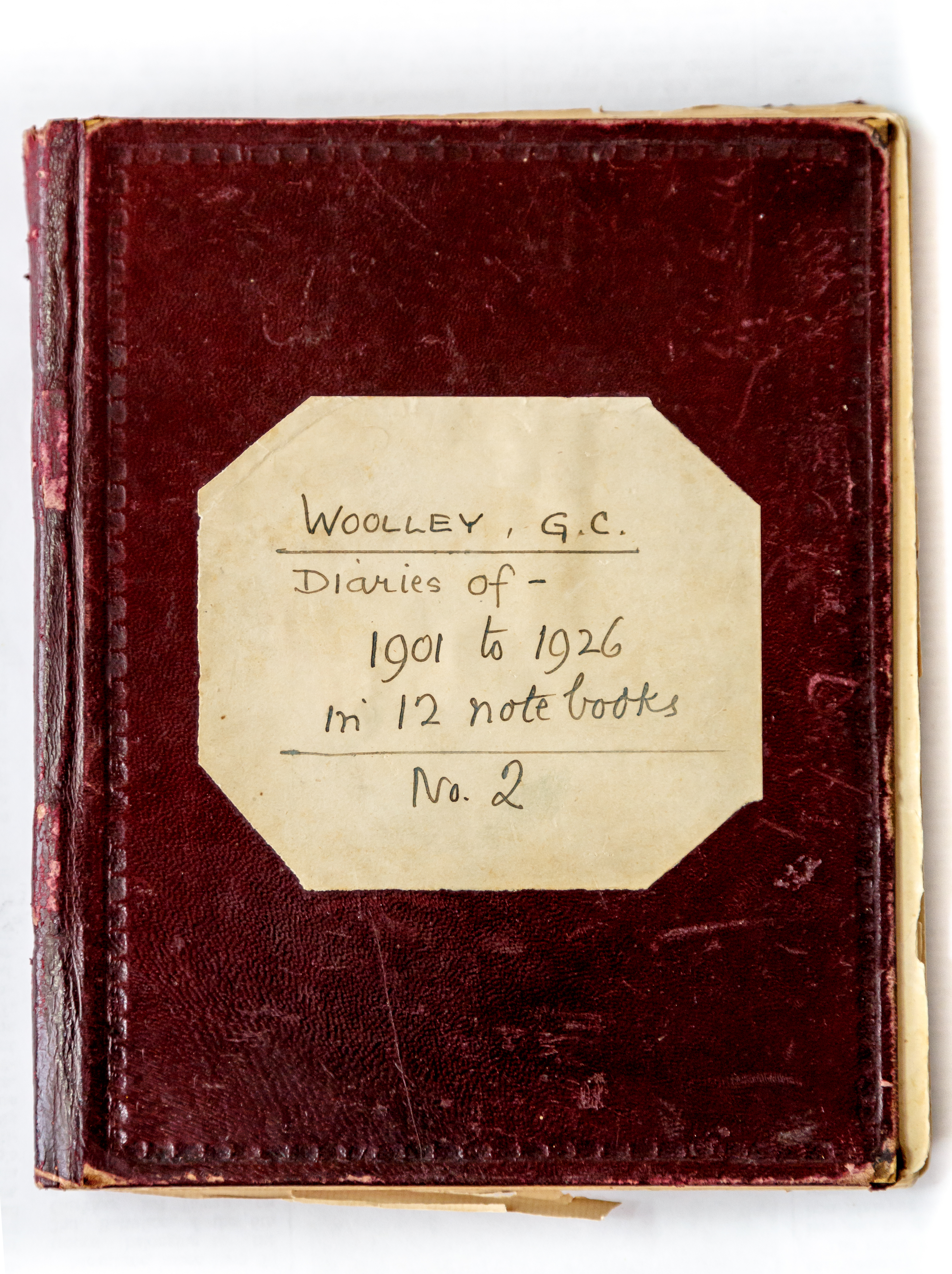
Woolleys Tagebuch No. 2

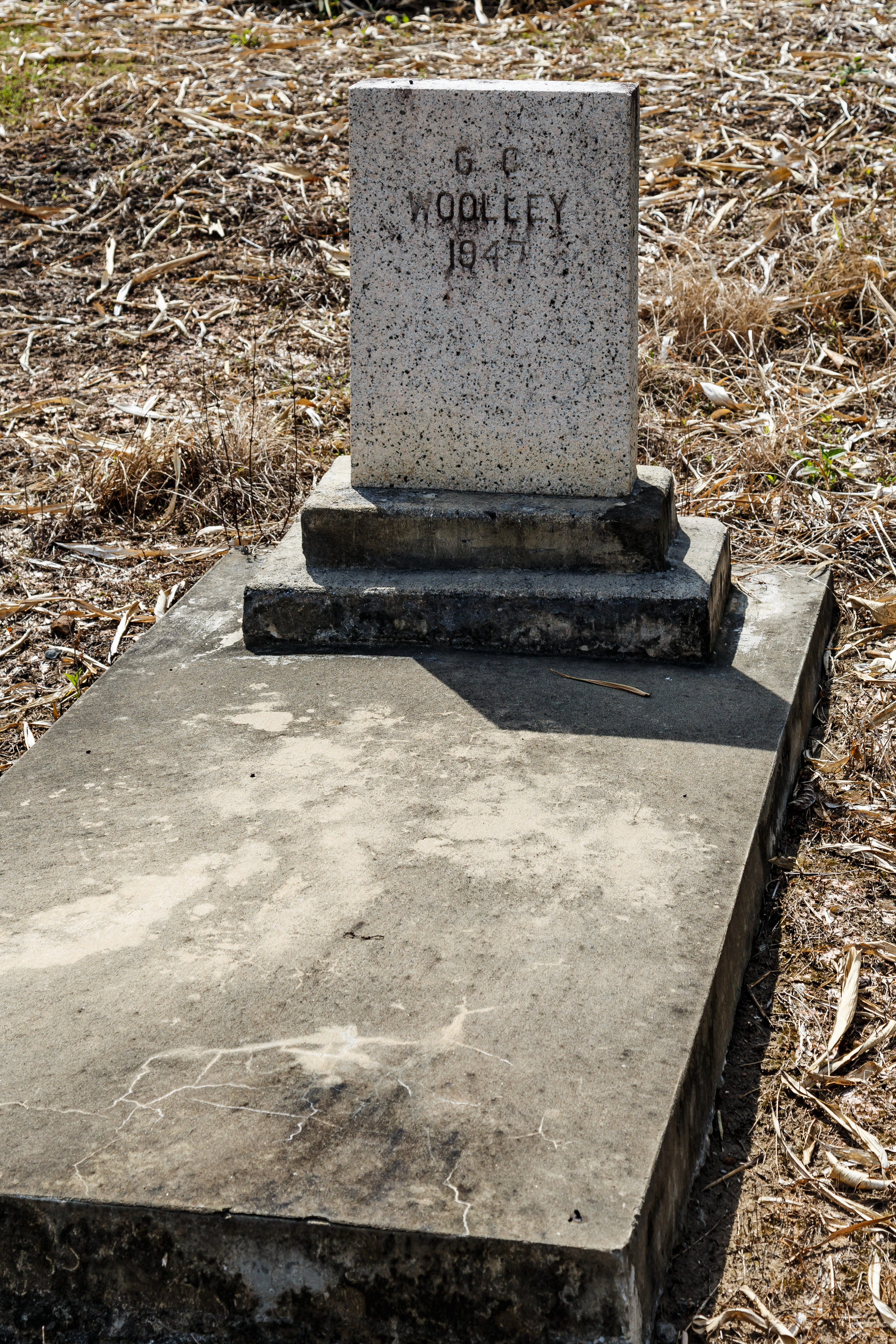
Grabstein Woolleys auf dem alten anglikanischen Friedhof in Kota Kinabalu

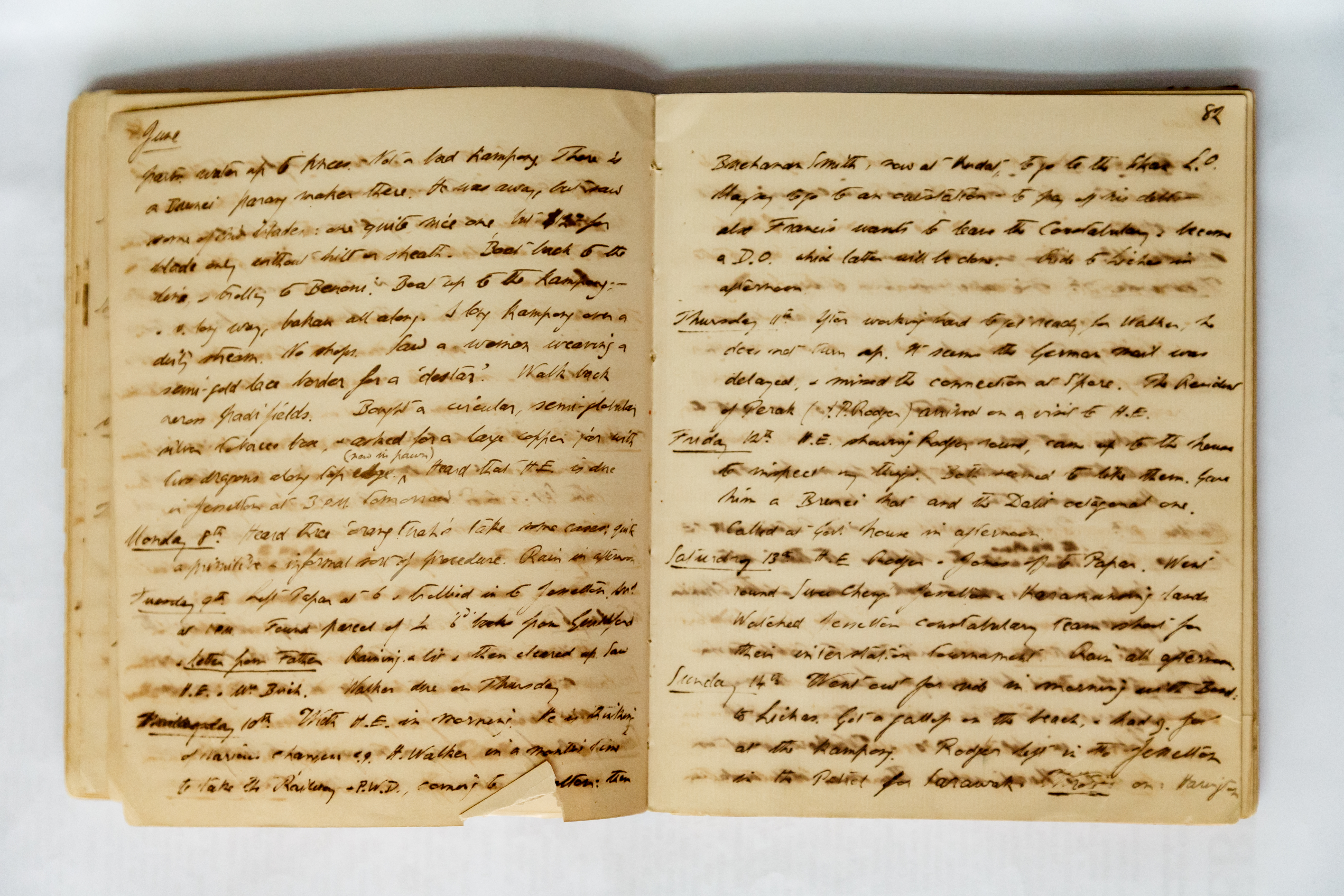
Handschriftlicher Eintrag Woolleys in sein Tagebuch No. 2

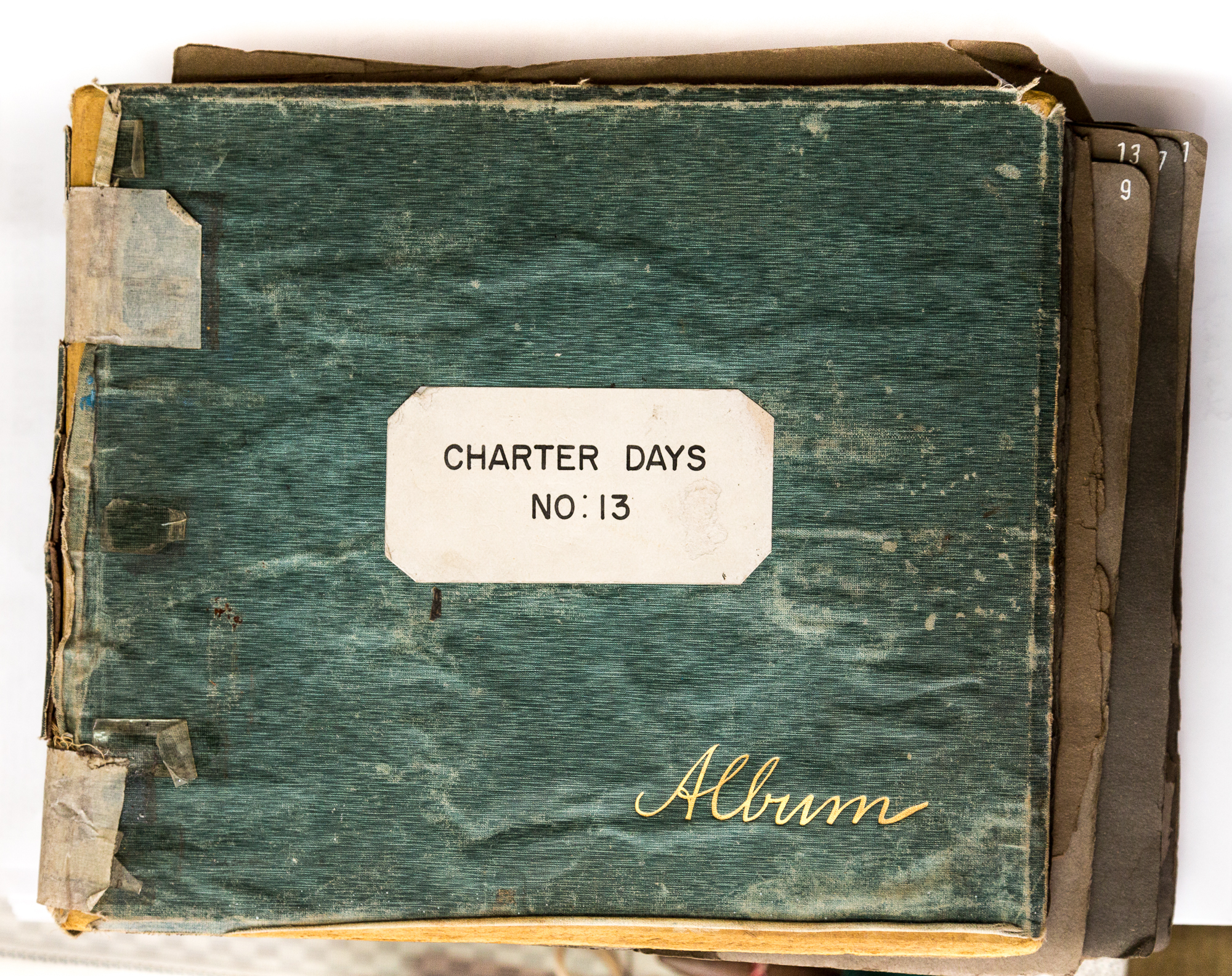
Photoalbum Nummer 13

George Cathcart Woolley (* 24. Dezember 1876 in Tyn-y-Celyn, Ruthin, England; † 6. Dezember 1947 in Jesselton, Sabah) war ein britischer Verwaltungsbeamter in Britisch-Nordborneo, dem heutigen Sabah. Er diente innerhalb der North Borneo Chartered Company und stieg zum Residenten auf. Woolley war auch Ethnograph und ein leidenschaftlicher Sammler. Woolleys Sammlung aus Photographien, Tagebüchern und anderen Artefakten, die er dem Bundesstaat Sabah vermachte, bildete den Kern des 1965 gegründeten Sabah Museums.

## Leben
Woolley wurde am 24. Dezember 1876 in Tyn-y-Celyn in Nord-Wales geboren. Er war der Sohn eines Geistlichen, Rev. George Herbert Woolley, Kurat in St Matthew’s, Upper Clapton, Hackney in London und dessen Frau Sarah Woolley. Er hatte sieben Schwestern und drei Brüder, zu denen auch der spätere berühmte Archäologe Sir Leonard Woolley und Rev. Geoffrey Harold Woolley, der als erster Offizier der britischen Freiwilligenarmee das Victoria-Kreuz verliehen bekam. Woolley ging zur Merchant Taylors’ School und ans Queens College, wo er 1899 promovierte.
1901 bekam er eine Stelle im Katasteramt (Land Office) der North Borneo Chartered Company; zunächst mit Dienstsitz in Labuan, im Lauf der Jahre dann auch an den verschiedensten Orten in Nord-Borneo. Zu seinen Pflichten als Land Commissioner gehörten ausgedehnte Reisen durch Nord-Borneo zum Zwecke der Landvermessung und zur Beilegung von Grundstücksstreitigkeiten. Während dieser Reisen entwickelte er ein großes Interesse an der indigenen Bevölkerung Sabahs und deren Gebräuchen, insbesondere der im Landesinneren lebenden Murut. Sein ganzes Leben lang häufte er ein Unmege an Artefakten an, darunter auch eine umfangreiche Sammlung von Waffen der Eingeborenen und malaiischen Kris. Einige dieser Waffen vermachte er dem Pitt Rivers Museum in Oxford, von wo aus einige später dann wieder ans Sabah Museum gelangten.
Seine Amtszeit als District Officer von Jesselton und Beaufort sowie später als Resident der Interior Division gaben ihm weitere Einblicke in die lokalen Bräuche und Traditionen.
In den 1930er Jahren wurde Woolley von der Regierung Nord Borneos mit einer Untersuchung zum Bevölkerungsverlust an indigenen Einwohnern, insbesondere der Murut und Kadazhan, betraut um herauszufinden, wie dieser Trend aufgehalten werden könne.
1932 tat er in den Ruhestand und kehrte nach England zurück. Schon 1934 entschied er sich jedoch, nach Nord-Borneo zurückzukehren. 1940 bekam er die North Borneo General Service Medal verliehen. In der Zeit zwischen seiner Pensionierung und der japanischen Besatzung von Sabah schrieb er viele Artikel über die traditionellen Gebräuche Sabahs (adat). Von besonderer Bedeutung sind diese Artikel durch den Umstand, dass diese adats erstmals in einer formalisierten Fassung schriftlich niedergelegt wurden und so später als Standardreferenz für Stämme dienen konnten. 1941 trat er erneut als amtierender Protector of Labour and Secretary for Chinese Affairs in die Dienste der Regierung.
Von 1942 bis September 1945 war Woolley zusammen mit anderen europäischen Zivilisten im japanischen Internierungslager Batu Lintang Camp bei Kuching, Sarawak interniert. Trotz seines fortgeschrittenen Alters musste Woolley dort schwere Prügelstrafen und Misshandlungen erdulden, unter anderem war er 30 Tage lang bei Reis und Wasser eingesperrt. Als die Wachen, die ihn misshandelt hatten, nach dem Krieg als Kriegsverbrecher vor Gericht standen, verweigerte Woolley jedoch die Aussage gegen seine Peiniger mit der Begründung, dass das nur fortwährende Verbitterung unter den Menschen zur Folge habe. Nach dem Krieg lebte er für kurze Zeit in England, kehrte aber im März 1947 wieder nach Nord-Borneo zurück. Er starb am 6. Dezember 1947 und wurde auf dem alten anglikanischen Friedhof in Jesselton begraben.

## Vermächtnis
Woolleys Sammlung bildete zum Zeitpunkt der Eröffnung in den 1960er Jahren die Basis des Sabah Museums. Zusammen mit den Artefakten, die er bei den indigenen Stämmen gesammelt hatte, umfasste sie seine Schriften und Dokumente sowie eine riesige Sammlung an Photographien. Woolley hinterließ 2.843 Fotos in 17 Alben, die er während seiner Dienstzeit in Nord-Borneo aufgenommen hatte. Dazu kamen 1.797 Fotoplatten, die aus der Zeit zwischen 1909 und 1920 stammen. Die Photographien zeigen vor allem die unterschiedlichen indigenen Stämme von Nord-Borneo, Stadtszenen und europäische Offizielle. Woolleys Tagebücher beginnen mit seiner Ankunft in Sabah im Jahr 1901 und enden 1926.
Der Materialien über die Regionalgeschichte vorbehaltene Raum der Landesbibliothek von Sabah wurde ihm zu Ehren Woolley Collections Room benannt.
Eine Ausstellung mit Photographien von Woolley fand vom 2. bis 7. Februar 2009 im Sabah Museum statt.

## Veröffentlichungen
- 1922 Einführung. In: N. B. Baboneau: A Murut vocabulary. In: Journal of the Straits Branch of the Royal Asiatic Society (JSBRAS) 86, S. 343–375
- 1922 "Transmigration" British North Borneo Herald (BNBH) (16 December 1922), S. 208–209
- 1923 "Batu Laing" BNBH 41(1), S. 6
- 1923 "Batu Punggul, Sapulut and Batu Kinadut, Pendewan." BNBH 41(2), S. 11–12
- 1923 "Bukit Malinggai" BNBH 41(5), S. 47–48
- 1923 "The Dusuns of British North Borneo" BNBH 41(9), S. 83–84.
- 1923 "Fire" BNBH 41(3), S. 25.
- 1923 "The Saluidan rapids on the Sook River" BNBH 41(4), S. 38.
- 1923 "The story of Kohlong and his wife Puok" BNBH 41(6), S. 56.
- 1923 "The story of Lalangau, the giant" BNBH 41(7), S. 66–67.
- 1927 "Mentugi, a Murut ordeal" BNBH 45(19), S. 179–180.
- 1927 "Two Murut pantuns from the Dalit District, Keningau, British North Borneo" Journal of the Malaysian Branch of the Royal Asiatic Society (JMBRAS) 5(2), S. 366–369.
- 1928 "Murut folktales" Folklore 29:253–271, 359–381.
- 1928 "Murut songs" BNBH 46(9), S. 78–79.
- 1929 "Some notes on Murut basket work and patterns" JMBRAS 7(2), S. 291–315.
- 1932 "Dusun custom in Putatan District" Native Affairs Bulletin (NAB) 7. (Reprint 1962.)
- 1932 "Murut basketwork" JMBRAS 10(1), S. 23–29.
- 1936 "Some Murut hunting customs" JMBRAS 14(3), S. 307–313.
- 1936 "The Timoguns: A Murut tribe of the interior, North Borneo" NAB 1. (Reprint 1962.)
- 1937 A Dusun vocabulary in the dialect of the District of Tambunan, North Borneo Jesselton: Government Printing Office.
- 1937 "Murut customs: Human sacrifice and slavery amongst the Nabai Tribe, Keningau" BNBH 55(20), S. 236–367.
- 1937 "Tuaran adat: Some customs of the Dusuns of Tuaran, West Coast Residency, North Borneo" NAB 2. (Reprint 1953.)
- 1938 "Mr. F. X. Witti’s last journey and death" Bulletin of the North Borneo State Museum, No. 1. (Reprint im Sabah Society Journal (SSJ) 5:227–262, 1971.)
- 1938 "Keris Measurements" JMBRAS
- 1938 "Origin of the Keris"  JMBRAS
- 1938 "A New Book on the Keris"  JMBRAS
- 1939 "Dusun Adat: Some Customs of the Dusuns of Tambunan and Ranau. West Coast Residency"
- 1939 "Kwijau adat: Customs regulating inheritance amongst the Kwijau tribe of the interior" NAB 6. (Reprint 1953.)
- 1939 "Murut adat: Customs regulating inheritance amongst the Nabai tribe of Keningau, and the Timogun tribe of Tenom" NAB 3. (Reprint 1953)
- 1947 "A Murut fairy tale" JMBRAS 20(1), S. 145–152.
- 1947 "The Malay Keris: Its Origin and Development" JMBRAS 20(2)
- 1947 "Notes on Two Knives in the Pitt Rivers Museum"  JMBRAS 20(2)
- 1953 Adat Tuaran: Sebahagian dari adat Orang-orang Dusun di Daerah Tuaran Pantai Barat, Borneo Utara. Jesselton: Pejabat Chap Kerajaan (Reprint von Tuaran adat, geschrieben in malaiischer Sprache, 1937 ins Englische übersetzt.)
- 1953 "Dusun adat: Customs regulating inheritance amongst the Dusun tribes in the coastal plains of Putatan and Papar" NAB 4.
- 1953 "Dusun adat: Some customs of the Dusuns of Tambunan and Ranau, West Coast Residency, North Borneo" NAB 5.
- 1962 Adat bagi mengatorkan hak waris di-antara suku Kwijau di-Pendalaman. Buku berkenaan dengan hal ahwal Anak Negeri, bilangan 6 Jesselton: Government Printing Office. (in malaiischer Sprache). Englische Version siehe unter Woolley, G. C., 1939 (Reprint 1953), "Kwijau adat: Customs regulating inheritance amongst the Kwijau tribe of the interior".
- 1962 Adat Dusun di-Tambunan dan Ranau. Buku berkenaan dengan hal ahwal Anak Negeri, bilangan 5 Jesselton: Government Printing Office. (in malaiischer Sprache)
- 1962 Murut adat: Customs regulating inheritance amongst the Nabai tribe of Keningau, and the Timugon tribe of Tenom. Buku berkenaan dengan hal ahwal Anak Negeri Jesselton: Government Printing Office. (in malaiischer Sprache)
- 1962 "The Timoguns: A Murut tribe of the interior, North Borneo" NAB 1. (Reprint der Erstausgabe von 1935.)
- 2004 The Timogun Muruts of Sabah. Kota Kinabalu Natural History Publications (Borneo)
- 2007 Tuaran Adat: Some Customs of the Dusuns of Tuaran, West Coast Residency, North Borneo. Kota Kinabalu Natural History Publications (Borneo)